# Камарго (Оклахома)
Камарго (англ. Camargo) — місто (англ. town) в США, в окрузі Дьюї штату Оклахома. Населення — 193 особи (2020).

## Географія
Камарго розташоване за координатами 36°1′4″ пн. ш. 99°17′18″ зх. д. / 36.01778° пн. ш. 99.28833° зх. д. (36.017897, -99.288292).  За даними Бюро перепису населення США в 2010 році місто мало площу 0,67 км², уся площа — суходіл.

## Демографія
Згідно з переписом 2010 року, у місті мешкало 178 осіб у 72 домогосподарствах у складі 47 родин. Густота населення становила 267 осіб/км².  Було 92 помешкання (138/км²).
Расовий склад населення:
| - 90,4 % — білих - 2,2 % — корінних американців - 0,6 % — чорних або афроамериканців - 1,7 % — осіб інших рас |

До двох чи більше рас належало 5,1 %. Частка іспаномовних становила 8,4 % від усіх жителів.
За віковим діапазоном населення розподілялося таким чином: 30,9 % — особи молодші 18 років, 53,9 % — особи у віці 18—64 років, 15,2 % — особи у віці 65 років та старші. Медіана віку мешканця становила 39,0 року. На 100 осіб жіночої статі у місті припадало 100,0 чоловіків;  на 100 жінок у віці від 18 років та старших — 115,8 чоловіків також старших 18 років.
Середній дохід на одне домашнє господарство  становив 51 925 доларів США (медіана — 43 594), а середній дохід на одну сім'ю — 57 844 долари (медіана — 50 417). За межею бідності перебувало 10,8 % осіб, у тому числі 18,2 % дітей у віці до 18 років та 0,0 % осіб у віці 65 років та старших.
Цивільне працевлаштоване населення становило 83 особи. Основні галузі зайнятості: освіта, охорона здоров'я та соціальна допомога — 25,3 %, роздрібна торгівля — 19,3 %, будівництво — 16,9 %, транспорт — 14,5 %.